# Комашниця
Кома́шниця (Certhidea) — рід горобцеподібних птахів родини саякових (Thraupidae). Представники цього роду є ендеміками Галапагоських островів. Вони також відомі як "в'юрки Дарвіна". Раніше комашниць відносили до родини вівсянкових (Emberizidae), однак за результатами низки молекулярно-філогенетичних досліджень їх, разом з низкою інших видів, було переведено до родини саякових (Thraupidae).

## Види
Виділяють два види:
- Комашниця вохриста (Certhidea olivacea)
- Комашниця сіра (Certhidea fusca)

## Етимологія
Наукова назва роду Certhidea походить від зменшувательної форми наукової назви роду Підкоришник (Certhia Linnaeus, 1758).